# میتسویو سئو
میتسویو سئو (انگلیسی: Mitsuyo Seo; ۲۶ سپتامبر ۱۹۱۱ – ۲۴ اوت ۲۰۱۰) کارگردان فیلم، تصویرگر، پویانما، و تهیه‌کننده فیلم اهل ژاپن بود.